# Шаралийска пещера
Шаралийската пещера се намира в Пирин планина, на югоизточния склон на Куртовия (Вълчи) рид. Разположена е в землището на село Илинденци, област Благоевград, на около 10 km североизточно от него. Шаралийската пещера e природна забележителност.
Представлява възходящо-низходяща разклонена пещера, образувана в протерозойски калцит-доломитови мрамори, Общата ѝ дължина е 470 m, денивелацията е 52 m (-10, +42), площта – 1815 m2. Има четири зали, разположени на различни нива, свързани с галерии, и пет синтрови езера.
Пещерата няма естествен изход на повърхността, открита е при геоложки роучвания за минна изработка през 50-те години на XX век. Първите спелеоложки проучвания са направени в 1962 година от санданския пещерен клуб „Еделвайс“. След това е проучвана  от софийските пещерни клубове „Планинец“.(1972) и „Алеко“ (1975). В 1977 година, при друга експедиция, са открити нови галерии от Ив. Здравков. Картирана е в 1979 година от Л. Попов и В. Василев при експедиции на ПК „Алеко“ (София).
В пещерата са извършвани спелеоминераложки проучвания от Софийския университет. Зоолозите от Природнонаучния музей при БАН Боян Петров, Петър Берон, Б. Георгиев и други провеждат биоспелеоложки изследвания.
В Шаралийската пещера са открити троглобиoнти, колемболата Pseudosinella bulgarica и един нов за науката вид бръмбар от рода Duvalius (Carabidae) – D. pirinicus.
Обявена е за природна забележителност на 22 ноември 2013 г. с площ 10,37 ha, с цел опазване на пещера, представляваща местообитание на редки животински видове (прилепи, безгръбначни и др.).
На територията на природната забележителност се забраняват:
- влизането в пещерата по време на зимуване на прилепите (1 декември – 31 март) с изключение на посещение с научна цел и мониторинг;
- паленето на огън и факли на разстояние, по-малко от 50 метра от входа, и в пещерата;
- дейности около входа и в пещерата, които прекъсват достъпа на прилепи в нея или променят подземния микроклимат;
- разкопаването и изнасянето на глина и гуано от пещерата;
- унищожаването, повреждането или отстраняването на елементи от пещерната структура (камъни и пещерни образувания);
- събирането и изнасянето на видове от пещерната флора и фауна;
- поставянето на знаци и надписи по стените, тавана или пода с изключение на необходимите при картографиране;
- промяна на предназначението и начина на трайно ползване на земята;
- строителство;
- търсене, проучване и добив на подземни богатства.[2]